# Beroepscode
Een beroepscode is een beschrijving van het waarden- en normenstelsel van een beroepsgroep. Ze biedt een samenhangend geheel van principes en regels met betrekking tot de uitoefening van het beroep. 
De beroepscode gaat veelal gepaard met een bijbehorende beroepsprofiel. Dit profiel bevat een plaatsbepaling van het beroep, beschrijft taken en competenties en het werkveld van het betreffende beroepsuitoefening.

## Eed van Hippocrates
Een bekend voorbeeld van een beroepscode is de eed van Hippocrates die medici afleggen wanneer ze hun beroep gaan uitoefenen:
Ik zal mijn vermogens gebruiken om zieken naar beste weten en oordeel te helpen; ik zal me onthouden van het schaden en tekortdoen van wie ook. Wat ik zie en hoor, hetzij beroepshalve of persoonlijk, en wat niet verder mag worden verteld zal ik geheim houden en aan niemand meedelen.